# Розпад держави
Розпад держави — це розпад урядової влади щодо підтримання законності та порядку. Його часто використовують для опису екстремальних ситуацій, у яких державні інституції більше не можуть функціонувати. Краще, ніж тимчасові зриви, такі як заворушення чи державний переворот, крах держави є результатом довгострокового дегенеративного процесу, в якому правлячий режим більше не в змозі задовольнити вимоги суспільних груп. Коли приходить новий режим, часто очолюваний військовими, громадянське суспільство, як правило, не в змозі згуртуватися навколо центрального уряду, а суспільні актори дбають про себе на місцевому рівні. Сусідні держави втручаються в політичні процеси, іноді дають притулок дисидентам у межах своїх кордонів, і неформальна економіка стає домінуючою, функціонуючи поза контролем держави та ще більше підриваючи потенційну реконструкцію.

## Визначення та приклади
У той час як визначення «держави, що зазнала краху» та «держави, що крихка» заперечуються через те, що вони «занадто широкі та розпливчасті», експерти із зовнішньої політики, такі як Чарльз Т. Колл, виступають за зосередження на крайніх випадках «держав, що розпалися», визначені як «країни, державний апарат яких припиняє своє існування на період у декілька місяців». За словами Колла, між 1995 і 2005 роками основні приклади держав, що розпалися, включали Сомалі, яка мала тривалий колапс з 1990 по 2004 рік; Радянський Союз у 1991 р.; Югославія в 1992 р.; і, можливо, Афганістан з 1992 по 1995 рр.
Останні наукові дослідження зосереджені на визначенні вимірних вимірів спроможності держави, спираючись на інституціоналістичний підхід, пов’язаний з Максом Вебером. Даніель Ламбах, Єва Йохайс і Маркус Байер, таким чином, визначили крах держави як нездатність створювати та запроваджувати обов’язкові правила; зберігати монополію на насильство; і збирати податки. Використовуючи цю структуру, Lambach et al. визначив 17 занепалих штатів між 1960 і 2007 роками. Більшість випадків були в Африці на південь від Сахари, включаючи збройні повстання в таких країнах, як Чад, Уганда, Лібера, Сомалі, Ангола, Заїр, Гвінея-Бісау та Сьєрра-Леоне, а також Конго-Кіншаса, яка розвалилася після деколонізації з Бельгії. Розпад Радянського Союзу призвів до розпаду держав у Грузії, Боснії і Герцеговині та Таджикистані. Інші випадки розпаду держави включали Лаос після нападу, підтриманого Сполученими Штатами, що призвело до поділу країни на сфери впливу; Ліван, який пережив повномасштабну громадянську війну; та Афганістан, де повстанці кинули виклик комуністичному режиму та виступили проти радянської інтервенції.